# Салерно
Сале́рно (итал. Salerno, неап. Salierno) — город и порт на берегу Салернского залива в Южной Италии, административный центр провинции Салерно области Кампания. Отделяет Амальфитанское побережье (к северу) от побережья Чиленто (к югу). Население — 127 546 жителей (2022 год).

## История
Колония Salernum на Попилиевой дороге была основана римлянами в 197 г. до н.э. на месте более раннего поселения этрусков (Irnthi). С 646 до 839 город, укреплённый лангобардами на случай вторжения арабов или Византии, входил в княжество Беневенто. С 851 по 1076 годы — центр самостоятельного Салернского княжества.
В Средние века славился как город Гиппократа (лат. civitas Hippocratica), так как здесь находилась первая (светская) медицинская школа Европы, где преподавали Иоанн Миланский, Арнольд из Виллановы и др. На протяжении большей части своего существования, Салернская врачебная школа была единственной в Европе, открывшей свои двери для женщин. Группу женщин-врачей, обучавшихся в этой школе, а потом и преподававших в ней, назвали женщинами Салерно. Школа была закрыта при Мюрате в 1811 году.
В 1076 году Салерно овладели норманны во главе с Робертом Гвискаром, который на первых порах сделал его своей столицей в континентальной Италии. В 1194 году разорён при вторжении Штауфенов. Своим возрождением Салерно обязан усилиям Джованни да Прочида, который убедил короля реконструировать здешний порт и перевести сюда ежегодную ярмарку.
В эпоху Возрождения княжеством Салерно владело знатное семейство Сансеверино, которое привлекло к своему двору таких гуманистов, как Агостино Нифо и Бернардо Тассо. После того, как Ферранте Сансеверино бросил вызов инквизиции и принял протестантизм, городом правил губернатор, назначенный неаполитанским монархом. В конце XVII века, после ряда землетрясений и морового поветрия, Салерно окончательно пришёл в упадок.
В эпоху объединения Италии город служил оплотом поддержки Гарибальди в Неаполитанском королевстве. За полвека, последовавшие за объединением, Салерно превратился в крупнейший центр лёгкой промышленности на юге Италии, а его население выросло в четыре раза.
Именно с Салерно началось освобождение Италии от фашистов, когда 9 сентября 1943 года здесь высадились союзные войска. С этими событиями связан последний бунт в истории британской армии (сентябрь 1943 года). С февраля по июль 1944 года Салерно служил фактической столицей правительства Бадольо и местопребыванием короля.

## Современность
Город распадается на три части — историческую («старый город»), город времён промышленной революции и современные кварталы. Порт Салерно — один из крупнейших на Тирренском море. Над ним высится «палаццо Бароне» — вилла конца 1920-х годов. Университет Салерно принял первых студентов в 1968 году.
Покровитель города — евангелист Матфей, чьи мощи с 954 года находятся в романском городском соборе (в связи с чем город традиционно привлекал внимание паломников-христиан). Там же покоится могущественный папа Гильдебранд, почитаемый как святой. При возведении собора использовались колонны, привезённые из античного Пестума. День города — 21 сентября.
Со времён лангобардского владычества в Салерно уцелели замок Арехиса на вершине 300-метрового холма и акведук, прозванный «мостом дьявола».

## Демография
Динамика населения:

## Международные отношения

### Города-побратимы
- Тоно, Япония (1984)
- Руан, Франция (2003)

### Города-партнёры
- Монпелье, Франция (2008)
- Балтимор, США (2008)
- Пазарджик, Болгария (2011)

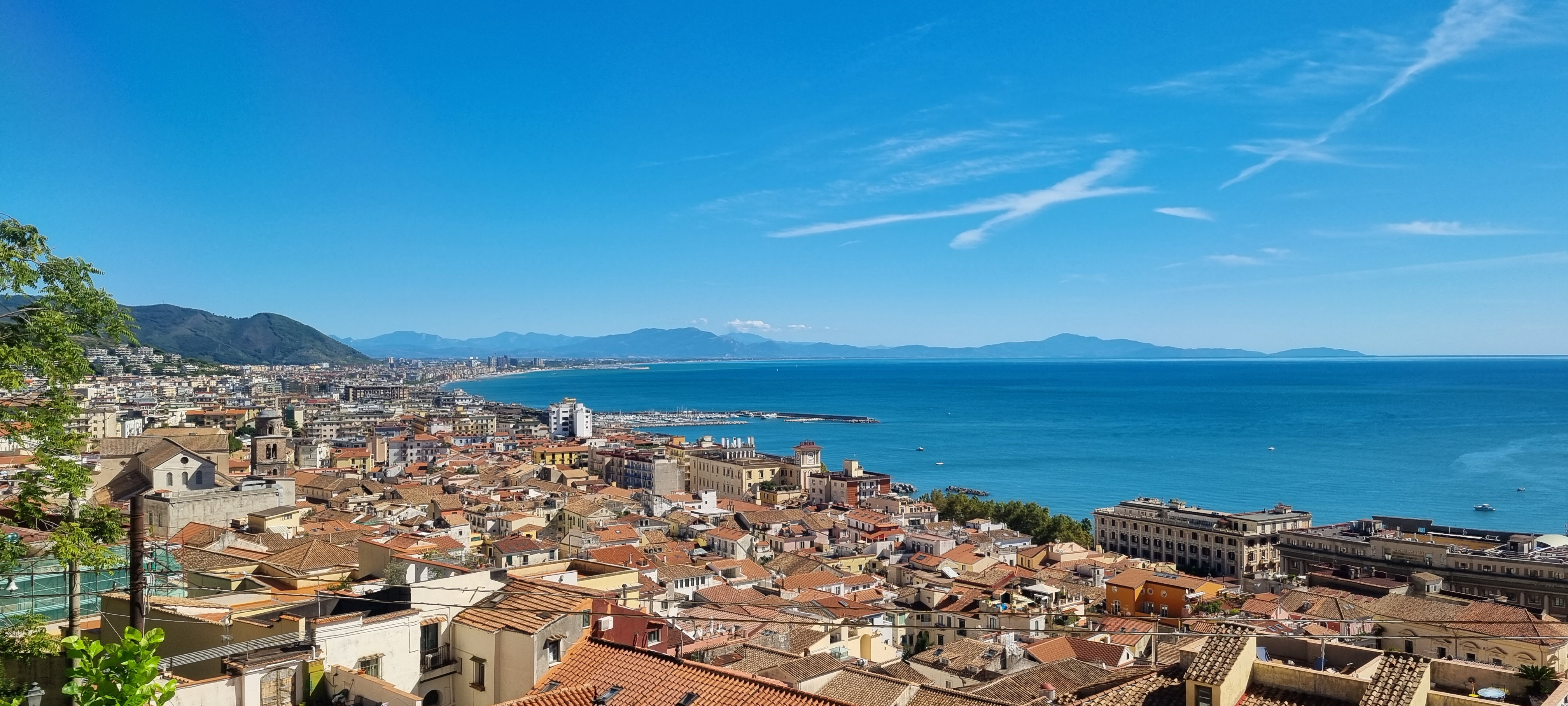
Вид на город из замка Арехиса
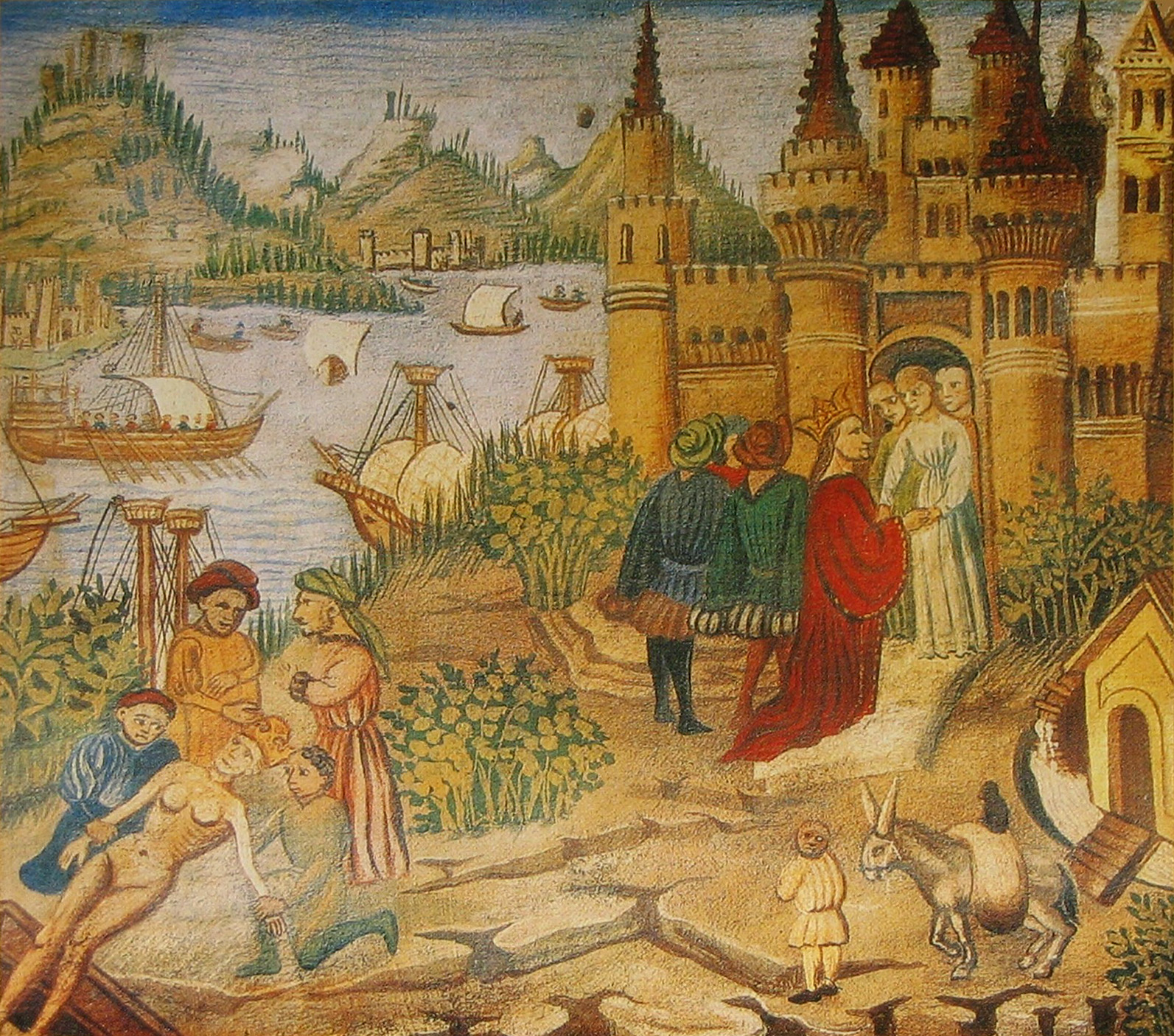
Салерно на средневековой миниатюре
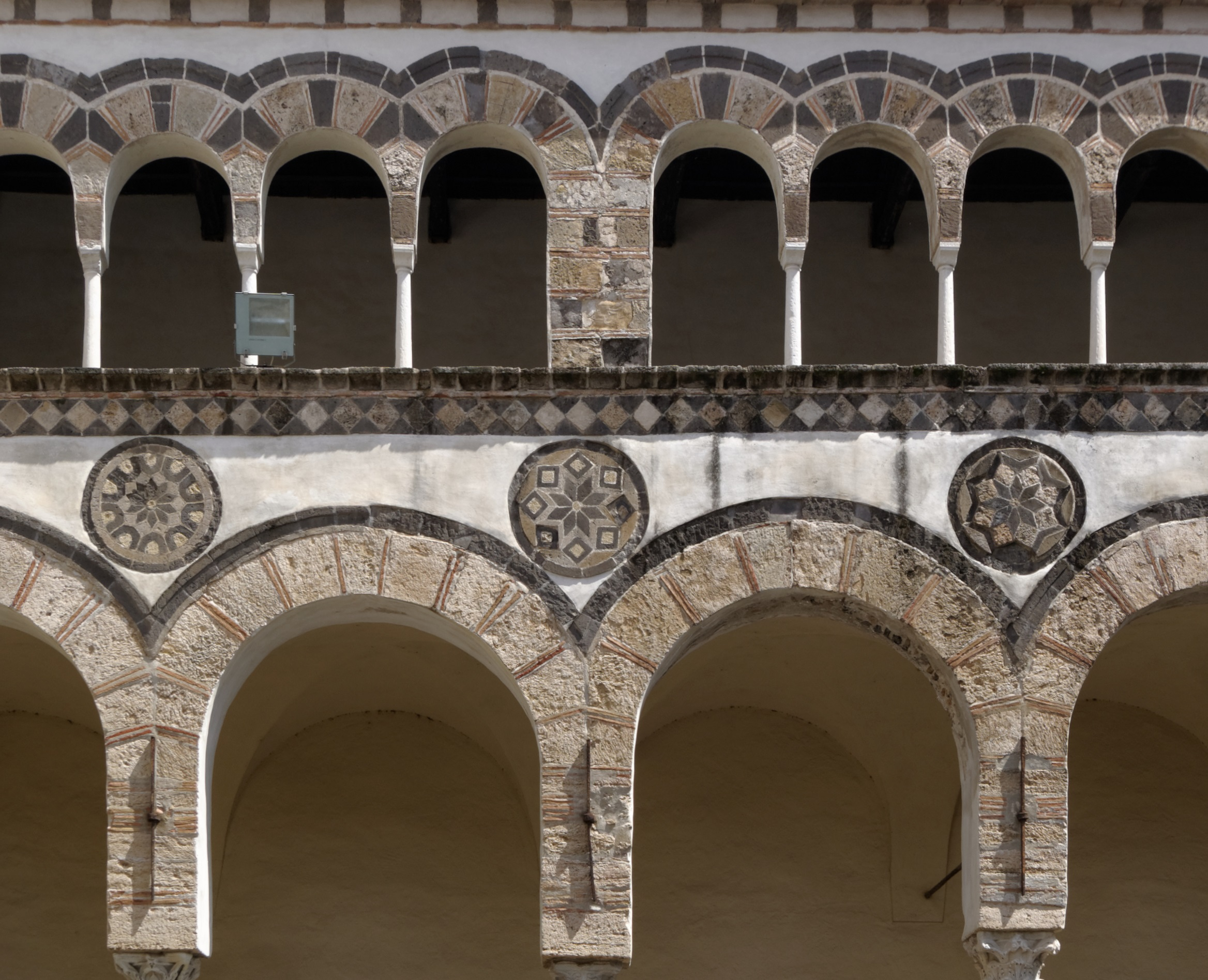
Фрагмент Салернского собора
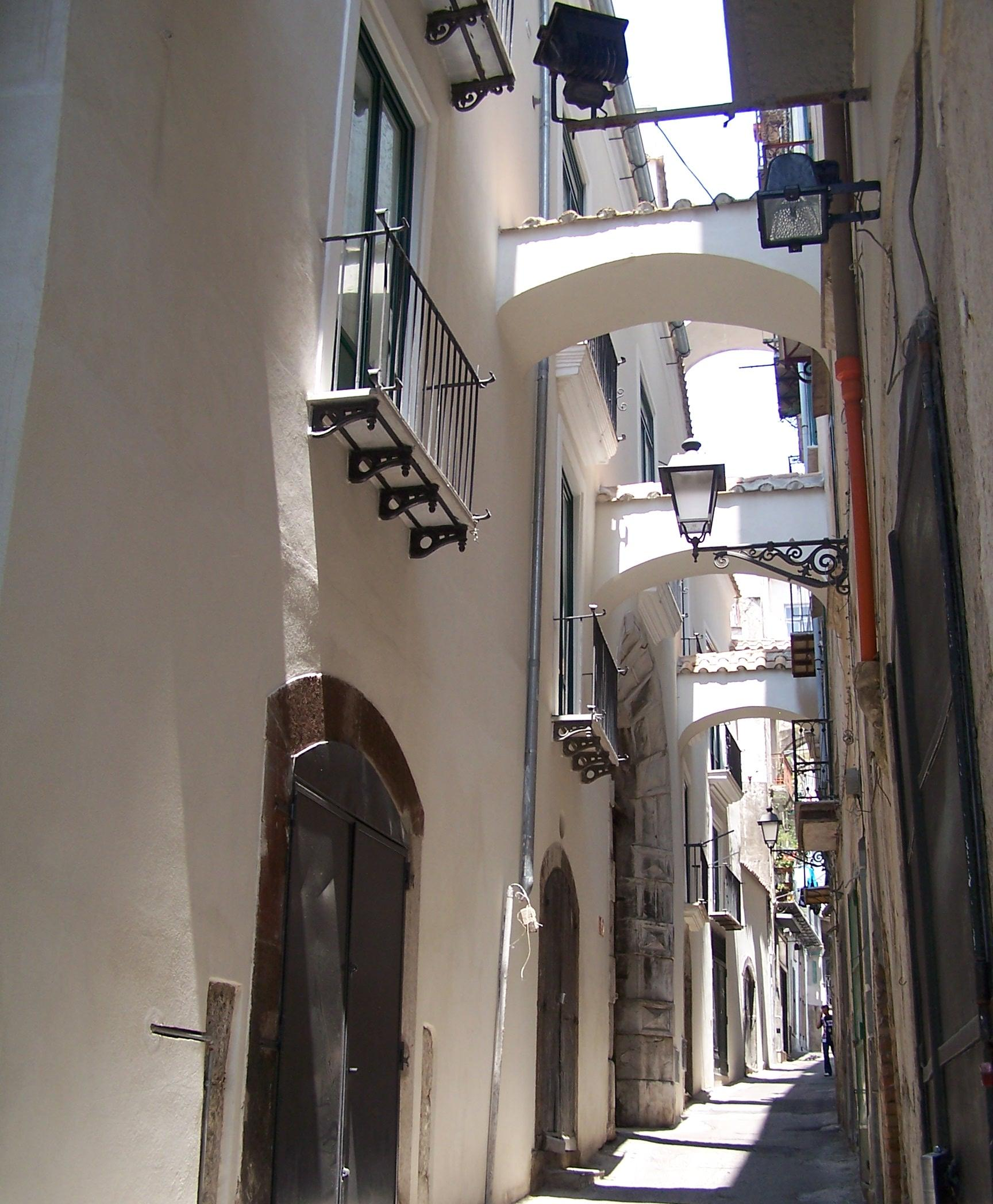
Типичная улочка старого города
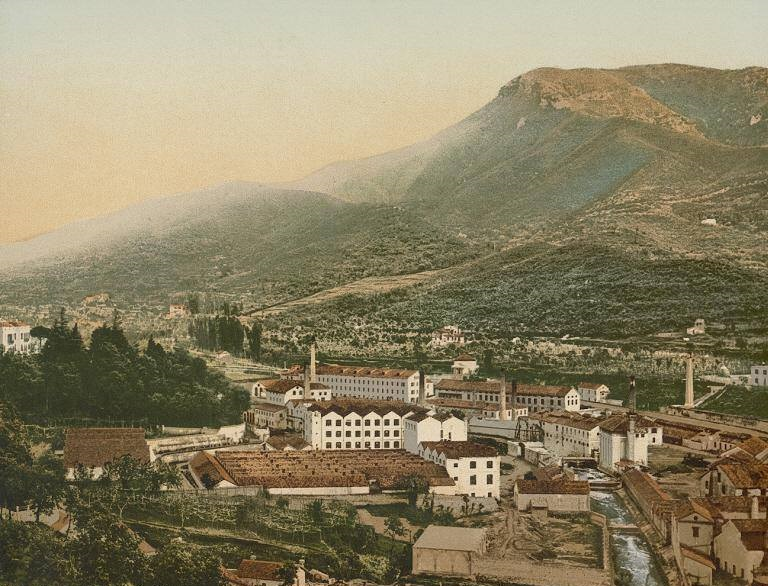
Швейцарские текстильные мануфактуры под Салерно